# Поверхні розділу
Поверхні розділу (рос. поверхности раздела, англ. discontinuities, interfaces, boundaries, нім. Grenzflächen f pl, Trenn(ungs)flächen f pl, Diskontinuitätsflächen f pl) — в геології — шари всередині Землі, де відбувається різка зміна швидкості сейсмічних хвиль, що обумовлено зміною пружних властивостей та густини порід.